# Инфляция в США
Инфляция в США — изменение среднего уровня цен на товары и услуги в США на протяжении их истории. Для измерения инфляции в США используется индекс потребительских цен.

## История инфляции в США
До Второй мировой войны уровень цен в США был относительно стабильным, за исключением эпизодов гиперинфляции, связанных с финансированием Войны за независимость США (1775—1783) и Гражданской войны (1861—1865). Характерными были также периоды отрицательной инфляции (дефляции) во время экономических кризисов, в частности 1840-x, 1870-x, Великой депрессии. После Второй мировой войны наблюдается неуклонный рост индекса цен. Период значительной инфляции продолжался с 1973 года до начала 1980-х. Обычно его связывают с нефтяным эмбарго со стороны стран OPEC. Но чуть раньше (в 1971 году) произошёл отказ от обмена долларов на золото по фиксированному курсу, произведена девальвация доллара почти на 8 % и начался переход к плавающим обменным курсам валют (см. Кризис Бреттон-Вудской валютной системы).
В июне 2022 года цены выросли на 9,1% по сравнению с прошлым годом, что стало новым 40-летним рекордом инфляции в США. Сообщается, что рекордный показатель в значительной степени обусловлен ценами на энергоносители.

## Индекс потребительских цен США
Индекс потребительских цен США (United States Consumer Price Index, CPI) считается одним из основных показателей инфляции, и вычисляется путём измерений уровня цен на потребительские продукты и услуги. Данные ежемесячно публикуются статистическим бюро Департамента труда США с 1919 года. Индекс вычисляется по наблюдениям изменения цен на широкий набор продуктов в городских районах, средневзвешенных по доли общего дохода, которую потребители тратят на их покупку.
За время своего существования метод расчёта индекса неоднократно изменялся, адаптируясь к текущим условиям, как например к сокращению потребления отдельных видов продуктов в военные годы, новым данным переписи населения, изменению привычек потребления. Последнее исследование было проведено специально созданной в 1995 году сенатской комиссией Боскина для установления предполагаемой систематической погрешности расчёта CPI. Результаты комиссии были опубликованы 4 декабря 1996 года, согласно которым CPI был переоценен на 1,1 % в 1996 году и на 1,3 % в период предшествующий 1996 году.

## Примеры абсолютного изменения цен
Индекс потребительских цен в период с 1957 по 2007 год увеличился более чем в 7 раз, хотя на отдельные товары и услуги цифры могут быть больше, например:
- Почтовая марка в 1950-е стоила 3 цента, в 2007 году — 41 цент (в 13,6 раза больше)[6].
- Гамбургер Биг Мак, впервые появившись в сети McDonald’s в 1967 году по цене 45 центов[7] в 2007 году стоил 3,22 доллара[8] (рост в 7,1 раза). Кстати, журнал «The Economist» использует так называемый индекс бигмака для сравнения покупательной способности различных валют в 120 странах.
- В момент основания сети мотелей Motel 6[англ.] в Санта-Барбаре (Калифорния), в 1962 году суточная плата за номер была 6 долларов (что отражено в названии сети), на август 2007 года сутки номера в Санта-Барбаре обходился в 110 долларов (рост в 18,3 раза, хотя сеть остается одной из самых доступных, а стоимость номера сильно зависит от места и сезона, например, в Бэйкерсфилде (Калифорния) в августе 2007 года цена номера была 34 доллара, что соответствует увеличению лишь в 5,6 раза).

Минимальная установленная законом зарплата в США выросла с 75 центов в час (в 1950 году) до 7,25 доллара (в 2009 году).